# Lista de municípios do Brasil por IDEB
Esta página contém rankings de municípios brasileiros segundo a nota da avaliação no IDEB (Índice de Desenvolvimento da Educação Básica).

## 2023
Os dados relativos ao resultado do IDEB 2023 foram divulgados pelo Ministério da Educação do Brasil no dia 14 de agosto de 2024.

### 9º ano do Ensino Fundamental
A listagem abaixo é um ranking dos nove municípios brasileiros com o melhor desempenho no IDEB de 2023, na rede pública municipal, nos anos finais do Ensino Fundamental.
| Posição | Município                 | Estado  | IDEB 2023 |
| ------- | ------------------------- | ------- | --------- |
| 1       | Santana do Mundaú         | Alagoas | 9,3       |
| 2       | Pires Ferreira            | Ceará   | 9,2       |
| 3       | Deputado Irapuan Pinheiro | Ceará   | 8,8       |
| 4       | Coruripe                  | Alagoas | 8,7       |
| 5       | Catunda                   | Ceará   | 8,4       |
| -       | União dos Palmares        | Alagoas | 8,4       |
| 7       | Ararendá                  | Ceará   | 8,3       |
| 8       | Novo Oriente              | Ceará   | 8,2       |
| 9       | Sobral                    | Ceará   | 7,9       |

### 5º ano do Ensino Fundamental
A listagem abaixo é um ranking dos oito municípios brasileiros com o melhor desempenho no IDEB de 2023, na rede pública municipal, ao final dos anos iniciais do Ensino Fundamental (5º ano).
| Posição | Município              | Estado  | IDEB 2023 |
| ------- | ---------------------- | ------- | --------- |
| 1       | Pires Ferreira         | Ceará   | 10        |
| 2       | Santana do Mundaú      | Alagoas | 9,8       |
| 3       | Jijoca de Jericoacoara | Ceará   | 9,7       |
| -       | Coruripe               | Alagoas | 9,7       |
| -       | União dos Palmares     | Alagoas | 9,7       |
| 6       | Independência          | Ceará   | 9,6       |
| -       | Sobral                 | Ceará   | 9,6       |
| -       | Ibateguara             | Alagoas | 9,6       |

## 2021
Os dados relativos ao resultado do IDEB 2021 foram divulgados pelo Ministério da Educação do Brasil no dia 15 de setembro de 2022.

### 9º ano do Ensino Fundamental
A listagem abaixo é um ranking dos 10 municípios brasileiros com o melhor desempenho no IDEB de 2021, na rede pública federal, estadual e municipal, nos anos finais do Ensino Fundamental (8ª série / 9º ano).
| Posição | Município                 | Estado    | IDEB 2021 |
| ------- | ------------------------- | --------- | --------- |
| 1       | Ararendá                  | Ceará     | 8,1       |
| 2       | Pires Ferreira            | Ceará     | 7,9       |
| 3       | Uruoca                    | Ceará     | 7,7       |
| 4       | Cruz                      | Ceará     | 7,6       |
| 5       | Catunda                   | Ceará     | 7,3       |
| -       | Gabriel Monteiro          | São Paulo | 7,3       |
| 7       | Santana do Mundaú         | Alagoas   | 7,2       |
| 8       | Teotônio Vilela (Alagoas) | Alagoas   | 7,1       |
| 9       | Deputado Irapuan Pinheiro | Ceará     | 7,0       |
| -       | Jijoca de Jericoacoara    | Ceará     | 7,0       |

### 5º ano do Ensino Fundamental
A listagem abaixo é um ranking dos 10 municípios brasileiros com o melhor desempenho no IDEB de 2021, na rede pública municipal, nos anos iniciais do Ensino Fundamental (4ª série / 5º ano).
| Posição | Município                 | Estado  | IDEB 2021 |
| ------- | ------------------------- | ------- | --------- |
| 1       | Ararendá                  | Ceará   | 9,5       |
| 2       | Mucambo                   | Ceará   | 9,4       |
| 3       | Frecheirinha              | Ceará   | 9,2       |
| 4       | Jijoca de Jericoacoara    | Ceará   | 9,1       |
| -       | Pires Ferreira            | Ceará   | 9,1       |
| 6       | Cruz                      | Ceará   | 9,0       |
| -       | Serranópolis do Iguaçu    | Paraná  | 9,0       |
| 8       | Novo Oriente              | Ceará   | 8,9       |
| -       | Teotônio Vilela (Alagoas) | Alagoas | 8,9       |
| 10      | Catunda                   | Ceará   | 8,8       |

#### Capitais
A listagem abaixo é um ranking das capitais dos estados brasileiros de acordo com o desempenho no IDEB de 2021, na rede pública municipal, nos anos iniciais do Ensino Fundamental (4ª série / 5º ano).
| Posição | Município      | Estado              | IDEB 2021 |
| ------- | -------------- | ------------------- | --------- |
| 1       | Teresina       | Piauí               | 6,3       |
| 2       | Palmas         | Tocantins           | 6,1       |
| 3       | Curitiba       | Paraná              | 6,0       |
| 4       | Florianópolis  | Santa Catarina      | 5,9       |
| -       | Goiânia        | Goiás               | 5,9       |
| 6       | Belo Horizonte | Minas Gerais        | 5,8       |
| -       | Fortaleza      | Ceará               | 5,8       |
| 8       | Rio Branco     | Acre                | 5,7       |
| -       | São Paulo      | São Paulo           | 5,7       |
| 10      | Cuiabá         | Mato Grosso         | 5,6       |
| -       | Vitória        | Espírito Santo      | 5,6       |
| 12      | Boa Vista      | Roraima             | 5,5       |
| -       | Manaus         | Amazonas            | 5,5       |
| 14      | Campo Grande   | Mato Grosso do Sul  | 5,4       |
| -       | Rio de Janeiro | Rio de Janeiro      | 5,4       |
| -       | Salvador       | Bahia               | 5,4       |
| 17      | Porto Velho    | Rondônia            | 5,3       |
| -       | Recife         | Pernambuco          | 5,3       |
| 19      | Porto Alegre   | Rio Grande do Sul   | 5,2       |
| 20      | Macapá         | Amapá               | 5,1       |
| 21      | Aracaju        | Sergipe             | 5,0       |
| -       | João Pessoa    | Paraíba             | 5,0       |
| 23      | Belém          | Pará                | 4,9       |
| -       | São Luís       | Maranhão            | 4,9       |
| 25      | Maceió         | Alagoas             | 4,8       |
| 26      | Natal          | Rio Grande do Norte | 4,3       |

## 2019
Os dados relativos ao resultado do IDEB 2019 foram divulgados pelo Ministério da Educação do Brasil no dia 15 de setembro de 2020.

### 9º ano do Ensino Fundamental
A listagem abaixo é um ranking dos 10 municípios brasileiros com o melhor desempenho no IDEB de 2019, na rede pública federal, estadual e municipal, nos anos finais do Ensino Fundamental (8ª série / 9º ano).
- em negrito, os municípios com mais de 100 mil habitantes

| Posição | Município              | Estado  | População | IDEB 2019 |
| ------- | ---------------------- | ------- | --------- | --------- |
| 1       | Pires Ferreira         | Ceará   | 10.216    | 7,8       |
| 2       | Novo Oriente           | Ceará   | 27.461    | 7,7       |
| 3       | Coruripe               | Alagoas | 56.933    | 7,2       |
| -       | Jequiá da Praia        | Alagoas | 11.887    | 7,2       |
| 5       | Jijoca de Jericoacoara | Ceará   | 19.587    | 7,0       |
| -       | Mucambo                | Ceará   | 14.537    | 7,0       |
| 7       | Ararendá               | Ceará   | 10.500    | 6,9       |
| -       | Catunda                | Ceará   | 10.342    | 6,9       |
| -       | Cruz                   | Ceará   | 22.686    | 6,9       |
| -       | Sobral                 | Ceará   | 210.711   | 6,9       |

### 5º ano do Ensino Fundamental
A listagem abaixo é um ranking dos 12 municípios brasileiros com o melhor desempenho no IDEB de 2019, na rede pública municipal, nos anos iniciais do Ensino Fundamental (4ª série / 5º ano).
- em negrito, os municípios com mais de 100 mil habitantes

| Posição | Município              | Estado            | População | IDEB 2019 |
| ------- | ---------------------- | ----------------- | --------- | --------- |
| 1       | Mucambo                | Ceará             | 14.537    | 9,4       |
| 2       | Independência          | Ceará             | 26.178    | 9,1       |
| 3       | Coruripe               | Alagoas           | 56.933    | 8,9       |
| 4       | Janiópolis             | Paraná            | 6.536     | 8,8       |
| 5       | Milhã                  | Ceará             | 13.078    | 8,7       |
| 6       | Martinópole            | Ceará             | 10.220    | 8,6       |
| 7       | Pires Ferreira         | Ceará             | 10.216    | 8,5       |
| -       | Serranópolis do Iguaçu | Paraná            | 4.513     | 8,5       |
| 9       | Iporã do Oeste         | Santa Catarina    | 8.930     | 8,4       |
| -       | Picada Café            | Rio Grande do Sul | 5.564     | 8,4       |
| -       | Sobral                 | Ceará             | 210.711   | 8,4       |
| -       | Teotônio Vilela        | Alagoas           | 44.667    | 8,4       |

## 2017
A listagem abaixo é um ranking dos 11 municípios brasileiros com o melhor desempenho no IDEB de 2017, na rede pública, nos anos iniciais do Ensino Fundamental (4ª série / 5º ano).
- em negrito, os municípios com mais de 100 mil habitantes

| Posição | Município                 | Estado       | População | IDEB 2017 |
| ------- | ------------------------- | ------------ | --------- | --------- |
| 1       | Sobral                    | Ceará        | 205.529   | 9,1       |
| 2       | Serranópolis do Iguaçu    | Paraná       | 4.645     | 8,7       |
| 3       | Deputado Irapuan Pinheiro | Ceará        | 9.094     | 8,6       |
| 4       | Coruripe                  | Alagoas      | 56.933    | 8,5       |
| 5       | Milhã                     | Ceará        | 13.078    | 8,4       |
| 6       | Ararendá                  | Ceará        | 10.500    | 8,3       |
| 7       | Catunda                   | Ceará        | 10.508    | 8,2       |
| -       | Jijoca de Jericoacoara    | Ceará        | 19.587    | 8,2       |
| -       | Santana da Ponte Pensa    | São Paulo    | 1.641     | 8,2       |
| -       | Sertaneja                 | Paraná       | 5.817     | 8,2       |
| 11      | São José da Barra         | Minas Gerais | 6.778     | 8,1       |

## 2015
A listagem abaixo é um ranking dos municípios brasileiros com o melhor desempenho no IDEB de 2015, na rede pública, nos anos iniciais do Ensino Fundamental (4ª série / 5º ano).
- em negrito, os municípios com mais de 100 mil habitantes

| Posição | Município                 | Estado       | População | IDEB 2015 |
| ------- | ------------------------- | ------------ | --------- | --------- |
| 1       | Sobral                    | Ceará        | 203.682   | 8,8       |
| 2       | Pires Ferreira            | Ceará        | 10.216    | 8,7       |
| 3       | Deputado Irapuan Pinheiro | Ceará        | 9.094     | 8,2       |
| 4       | Atalaia                   | Paraná       | 3.913     | 8,1       |
| -       | Brejo Santo               | Ceará        | 47.645    | 8,1       |
| -       | Serranópolis do Iguaçu    | Paraná       | 4.568     | 8,1       |
| 7       | Arapuá                    | Minas Gerais | 2.772     | 8,0       |
| -       | Dumont                    | São Paulo    | 9.028     | 8,0       |
| 9       | São José da Barra         | Minas Gerais | 6.778     | 7,9       |
| -       | Tupi Paulista             | São Paulo    | 14.262    | 7,9       |

## 2013
A listagem abaixo é um ranking dos 25 municípios brasileiros com o melhor desempenho no IDEB de 2013, na rede pública, nos anos iniciais do Ensino Fundamental (4ª série / 5º ano).
- em negrito, os municípios com mais de 100 mil habitantes

| Posição | Município              | Estado            | População | IDEB 2013 |
| ------- | ---------------------- | ----------------- | --------- | --------- |
| 1       | Santa Rosa da Serra    | Minas Gerais      | 3.224     | 8,3       |
| 2       | Cachoeira de Goiás     | Goiás             | 1.417     | 8,1       |
| 3       | São José da Barra      | Minas Gerais      | 6.778     | 8,0       |
| -       | Serranópolis do Iguaçu | Paraná            | 4.568     | 8,0       |
| 5       | Sertaneja              | Paraná            | 5.817     | 7,9       |
| 6       | Sobral                 | Ceará             | 213.613   | 7,8       |
| 7       | Jacutinga              | Rio Grande do Sul | 3.630     | 7,7       |
| 8       | Novo Oriente           | Ceará             | 27.461    | 7,6       |
| -       | Monte Castelo          | São Paulo         | 4.063     | 7,6       |
| -       | Paulistânia            | São Paulo         | 1.778     | 7,6       |
| 11      | Bom Sucesso do Sul     | Paraná            | 3.296     | 7,5       |
| -       | São João do Oeste      | Santa Catarina    | 6.035     | 7,5       |
| -       | Arapuá                 | Minas Gerais      | 2.772     | 7,5       |
| -       | Leandro Ferreira       | Minas Gerais      | 3.205     | 7,5       |
| -       | Centenário             | Rio Grande do Sul | 2.967     | 7,5       |
| -       | Morro Reuter           | Rio Grande do Sul | 5.680     | 7,5       |
| 17      | Cariré                 | Ceará             | 18.348    | 7,4       |
| -       | Groaíras               | Ceará             | 10.228    | 7,4       |
| -       | Pains                  | Minas Gerais      | 8.014     | 7,4       |
| -       | Aratiba                | Rio Grande do Sul | 6.568     | 7,4       |
| -       | Atalanta               | Santa Catarina    | 3.300     | 7,4       |
| -       | Novo Horizonte         | São Paulo         | 36.596    | 7,4       |
| -       | Junqueirópolis         | São Paulo         | 18.726    | 7,4       |
| 24      | Aricanduva             | Minas Gerais      | 4.770     | 7,3       |
| -       | Carvalhópolis          | Minas Gerais      | 3.350     | 7,3       |

## 2011
A listagem abaixo é um ranking dos 100 municípios brasileiros com o melhor desempenho no IDEB de 2011, na rede pública, nos anos iniciais do Ensino Fundamental (4ª série / 5º ano).
- em negrito, os municípios com mais de 100 mil habitantes

| Posição | Município                  | Estado            | População | IDEB 2011 |
| ------- | -------------------------- | ----------------- | --------- | --------- |
| 1       | Claraval                   | Minas Gerais      | 4.544     | 8,3       |
| 2       | Taiaçu                     | São Paulo         | 5.894     | 8,2       |
| -       | Vista Alegre do Prata      | Rio Grande do Sul | 1.569     | 8,2       |
| 4       | Joaquim Távora             | Paraná            | 10.735    | 7,7       |
| 5       | Mucambo                    | Ceará             | 14.146    | 7,5       |
| -       | Álvares Florence           | São Paulo         | 3.897     | 7,5       |
| -       | Carvalhópolis              | Minas Gerais      | 3.350     | 7,5       |
| -       | Caiuá                      | São Paulo         | 5.039     | 7,5       |
| -       | Paraí                      | Rio Grande do Sul | 6.812     | 7,5       |
| -       | Santa Terezinha de Itaipu  | Paraná            | 20.834    | 7,5       |
| -       | Antônio Carlos             | Santa Catarina    | 7.906     | 7,5       |
| 12      | Conceição da Aparecida     | Minas Gerais      | 9.814     | 7,4       |
| -       | Douradoquara               | Minas Gerais      | 3.513     | 7,4       |
| -       | Quatiguá                   | Paraná            | 7.044     | 7,4       |
| 15      | Sobral                     | Ceará             | 197.613   | 7,3       |
| -       | Aiuruoca                   | Minas Gerais      | 6.173     | 7,3       |
| -       | Dores do Turvo             | Minas Gerais      | 4.439     | 7,3       |
| -       | Gonçalves                  | Minas Gerais      | 4.220     | 7,3       |
| -       | Itaú de Minas              | Minas Gerais      | 14.950    | 7,3       |
| -       | São José da Barra          | Minas Gerais      | 6.778     | 7,3       |
| 21      | Adolfo                     | São Paulo         | 3.557     | 7,2       |
| -       | Cajuru                     | São Paulo         | 23.378    | 7,2       |
| -       | Iporã do Oeste             | Santa Catarina    | 8.413     | 7,2       |
| -       | Jacuí                      | Minas Gerais      | 7.502     | 7,2       |
| -       | Junqueirópolis             | São Paulo         | 18.726    | 7,2       |
| -       | Leme do Prado              | Minas Gerais      | 4.814     | 7,2       |
| -       | Nova Boa Vista             | Rio Grande do Sul | 1.960     | 7,2       |
| -       | São Pedro da União         | Minas Gerais      | 5.040     | 7,2       |
| -       | Tunápolis                  | Santa Catarina    | 4.633     | 7,2       |
| -       | Vitorino                   | Paraná            | 6.509     | 7,2       |
| 31      | Passa Tempo                | Minas Gerais      | 8.199     | 7,1       |
| -       | Santo Antônio do Jardim    | São Paulo         | 5.943     | 7,1       |
| -       | São João do Manteninha     | Minas Gerais      | 5.183     | 7,1       |
| -       | Tupandi                    | Rio Grande do Sul | 3.919     | 7,1       |
| 35      | Capitólio                  | Minas Gerais      | 8.185     | 7,0       |
| -       | Duartina                   | São Paulo         | 12.251    | 7,0       |
| -       | Foz do Iguaçu              | Paraná            | 263.508   | 7,0       |
| -       | Holambra                   | São Paulo         | 11.292    | 7,0       |
| -       | Ipira                      | Santa Catarina    | 4.752     | 7,0       |
| -       | Japaraíba                  | Minas Gerais      | 3.950     | 7,0       |
| -       | Lagoa da Prata             | Minas Gerais      | 45.999    | 7,0       |
| -       | Lindóia do Sul             | Santa Catarina    | 4.642     | 7,0       |
| -       | Moema                      | Minas Gerais      | 7.028     | 7,0       |
| -       | Santo Antônio do Monte     | Minas Gerais      | 25.989    | 7,0       |
| -       | Sebastianópolis do Sul     | São Paulo         | 3.031     | 7,0       |
| -       | Senador Firmino            | Minas Gerais      | 7.230     | 7,0       |
| -       | Tanabi                     | São Paulo         | 24.055    | 7,0       |
| 48      | Jijoca de Jericoacoara     | Ceará             | 17.002    | 6,9       |
| -       | Bálsamo                    | São Paulo         | 8.160     | 6,9       |
| -       | Cláudio                    | Minas Gerais      | 25.636    | 6,9       |
| -       | Córrego Danta              | Minas Gerais      | 3.391     | 6,9       |
| -       | Córrego Fundo              | Minas Gerais      | 5.821     | 6,9       |
| -       | Cruzeiro da Fortaleza      | Minas Gerais      | 3.934     | 6,9       |
| -       | Dom Silvério               | Minas Gerais      | 5.193     | 6,9       |
| -       | Echaporã                   | São Paulo         | 6.318     | 6,9       |
| -       | Flor da Serra do Sul       | Paraná            | 4.725     | 6,9       |
| -       | Fortaleza de Minas         | Minas Gerais      | 4.098     | 6,9       |
| -       | Itapiranga                 | Santa Catarina    | 15.430    | 6,9       |
| -       | Itauçu                     | Goiás             | 8.549     | 6,9       |
| -       | Meridiano                  | São Paulo         | 3.855     | 6,9       |
| -       | Nuporanga                  | São Paulo         | 6.817     | 6,9       |
| -       | Paraíso                    | São Paulo         | 5.898     | 6,9       |
| -       | Paverama                   | Rio Grande do Sul | 8.047     | 6,9       |
| -       | Xavantina                  | Santa Catarina    | 4.142     | 6,9       |
| 65      | Antônio Prado de Minas     | Minas Gerais      | 1.673     | 6,8       |
| -       | Arabutã                    | Santa Catarina    | 4.193     | 6,8       |
| -       | Arapuá                     | Minas Gerais      | 2.772     | 6,8       |
| -       | Araújos                    | Minas Gerais      | 7.884     | 6,8       |
| -       | Atalanta                   | Santa Catarina    | 3.300     | 6,8       |
| -       | Cerquilho                  | São Paulo         | 39.617    | 6,8       |
| -       | Constantina                | Rio Grande do Sul | 9.741     | 6,8       |
| -       | Delfinópolis               | Minas Gerais      | 6.830     | 6,8       |
| -       | Desterro de Entre Rios     | Minas Gerais      | 7.002     | 6,8       |
| -       | Gabriel Monteiro           | São Paulo         | 2.705     | 6,8       |
| -       | Itamarati de Minas         | Minas Gerais      | 4.079     | 6,8       |
| -       | Juruaia                    | Minas Gerais      | 9.238     | 6,8       |
| -       | Lourdes                    | São Paulo         | 2.140     | 6,8       |
| -       | Marmeleiro                 | Paraná            | 13.909    | 6,8       |
| -       | Nova Olímpia               | Paraná            | 5.506     | 6,8       |
| -       | Ouro Fino                  | Minas Gerais      | 31.733    | 6,8       |
| -       | Palmeira d'Oeste           | São Paulo         | 9.584     | 6,8       |
| -       | Patos de Minas             | Minas Gerais      | 146.416   | 6,8       |
| -       | Piratuba                   | Santa Catarina    | 4.707     | 6,8       |
| -       | Presidente Bernardes       | Minas Gerais      | 5.537     | 6,8       |
| -       | Presidente Venceslau       | São Paulo         | 37.915    | 6,8       |
| -       | Santa Helena               | Santa Catarina    | 2.382     | 6,8       |
| -       | Santo Antônio do Planalto  | Rio Grande do Sul | 1.987     | 6,8       |
| -       | São João Batista do Glória | Minas Gerais      | 6.890     | 6,8       |
| -       | São Paulo das Missões      | Rio Grande do Sul | 6.367     | 6,8       |
| -       | Sertaneja                  | Paraná            | 5.817     | 6,8       |
| -       | Turmalina                  | Minas Gerais      | 18.046    | 6,8       |
| -       | Virginópolis               | Minas Gerais      | 10.572    | 6,8       |
| 93      | Itarema                    | Ceará             | 37.471    | 6,7       |
| -       | Groaíras                   | Ceará             | 10.228    | 6,7       |
| -       | Cosmorama                  | São Paulo         | 7.214     | 6,7       |
| -       | Coromandel                 | Minas Gerais      | 27.551    | 6,7       |
| -       | Itaúna                     | Minas Gerais      | 85.396    | 6,7       |
| -       | Piquerobi                  | São Paulo         | 3.541     | 6,7       |
| -       | Tupi Paulista              | São Paulo         | 14.262    | 6,7       |
| -       | Itaguara                   | Minas Gerais      | 12.371    | 6,7       |

### Municípios com mais de 100 mil habitantes
Ranking dos oito municípios brasileiros com mais de 100 mil habitantes com o melhor desempenho no IDEB de 2011, na rede pública, nos anos iniciais do Ensino Fundamental (4ª série / 5º ano):
| Posição | Município          | Estado       | População | IDEB 2011 |
| ------- | ------------------ | ------------ | --------- | --------- |
| 1       | Sobral             | Ceará        | 213.613   | 7,3       |
| 2       | Foz do Iguaçu      | Paraná       | 263.508   | 7,0       |
| 3       | Patos de Minas     | Minas Gerais | 146.416   | 6,8       |
| 4       | Toledo             | Paraná       | 128.448   | 6,4       |
| -       | Divinópolis        | Minas Gerais | 213.076   | 6,4       |
| -       | Marília            | São Paulo    | 216.745   | 6,4       |
| -       | São Caetano do Sul | São Paulo    | 149.263   | 6,4       |
| -       | Sertãozinho        | São Paulo    | 117.539   | 6,4       |

## Fonte dos dados
IDEB - Resultados e Metas
Inep - Resultados IDEB